# Скобельцыны
Скобельцыны — дворянский род.

## История рода
Род уже существовал в начале XVI века, Иван Иванович Скобельцын, владел поместьями в Псковской области (1515). Евсигней Кириллович, становщик в Ливонском походе (1540). Захарий Данилович Скобельцы́н был воеводой в Себеже (1584) и 2-м воеводой в Новгороде; его внук Иван Леонтьевич († 1646) — воеводой в Соликамске (1627-1630) и Нарыме (1638-1642).
Род рано разделился на несколько ветвей:
- Потомство Ивана (Девятого) Скобельцына, помещика Шелонской пятины (ум. до 1597). Из этого рода Кондратий Осипович, пожалованный поместьем за подписание вечного мира с Польшей и за Троицкий поход († 1693).
- Потомство Ивана Скобельцына, жившего в конце XVI столетия. Из этого рода Николай Николаевич служил в лейб-гвардейском Семеновском полку и участвовал в битве под Фершампенуазом.
- Потомство Григория и Дмитрия Скобельцыных, живших в начале XVII века.
- Потомство Никифора Скобельцына, жившего в конце XVII века.
- Потомство Ивана (Собака)-Скобельцына, псковского помещика в середине XVI века.
- Потомство Даниила Скобельцына, псковского помещика в середине XVI века[1].

Скобельцыны были внесены в VI, II и III части родословных книг Казанской, Курской, Санкт-Петербургской, Тамбовской и Тульской губерний.
Опричниками  числились: Константин, Дмитрий и Григорий Собакины, Прокофий, Андрей, Матвей и Архип Юрьевичи, Казарин, Постник, Михаил, Ждан и Данила Ивановичи, Елизар Судаков, Залешанин Путилов, Семён, Андрей, Яков и Иван Никитичи, Марк Девятов, Никита Нестерович, Захар, Пётр и Андрей Даниловичи, Василий, Самойла и Андрей Злоказовы, Пётр Иванович сын Нестерова, Тимофей, Ратай и Селянин Муратовичи, Степан Фёдорович, Олег и Шеврик Казатуловичи,  
В XVI веке известен опричник Ивана Грозного Иван Матвеевич Скобельцыны (1573).
В XVII веке Скобельцыны служили стольниками, стряпчими и т. п.: Валуй Леонтьевич — арзамасский городовой дворянин (1627—1629); Григорий Иванович — убит при осаде Смоленска (1634); Скобельцыны: Леонтий Захарович, Фёдор Замятин, Иван Леонтьевич, Иван Всполохов, Гавриил и Василий Ивановичи, Артемий Никитич — московские дворяне (1627—1658); Скобельцыны: Василий и Дмитрий Васильевичи — стольники царицы Прасковьи Фёдоровны (1686—1692); Василий Никитич — московский дворянин (1676—1692); Иван Тихонович — стряпчий (1683) и стольник (1689—1692).

## Описание гербов

#### Герб Скобельцыных  1785 г.
В Гербовнике Анисима Титовича Князева 1785 года имеется печать с гербом капитана лейб-гвардии Измайловского полка, уволенного со службы (1762) в чине полковника, воеводы Тульской провинции (1765-1766), женатым первым браком на Прасковье Чихачёвой, вторым браком на Екатерине Ивановне Оголиной - Егора Дементьевича Скобельцына: щит разделен на четыре части. В первой и четвертой частях, в золотом поле, изображен чёрный якорь (польский герб Котвица). Во второй и третьей частях, в серебряном поле, коричневый лапчатый крест. Щит увенчан дворянской короной (дворянский шлем, нашлемник и намёт отсутствуют). Щитодержатели: с правой стороны - единорог стоящий на задних ногах, с левой - восстающий лев, с высунутым языком и поднятым хвостом. Вокруг щита фигурная виньетка.

#### Герб. Часть II. № 89.
Щит разделён на четыре части, из которых в первой и четвёртой, в голубом поле, изображено крестообразно по серебряному перекладу и над ними по три золотых шара, а во второй и третьей, в красном поле, положен серебряный якорь.
Щит увенчан дворянскими шлемом и короной. Нашлемник: три страусовых пера. Намёт на щите голубой и красный, подложенный серебром. Герб рода Скобельцыных внесён в Часть 2 Общего гербовника дворянских родов Всероссийской империи, стр. 89.

## Известные представители
- Скобельцын, Николай Семёнович (1760 — до 1830) — премьер-майор, лужский помещик
  - Скобельцын, Николай Николаевич (1789—1864) — генерал-лейтенант, участник войны 1812 года, кавалер ордена Св. Георгия 4 класса.
  - Скобельцын, Евграф Николаевич (1807—?)
    - Скобельцын, Пётр Евграфович (1835 — после 1884) — генерал-лейтенант.

  - Скобельцын, Владимир Николаевич (1810—?)
    - Скобельцын, Степан Владимирович (1836—?) — курский помещик (Роговинка и др.)
      - Скобельцын, Владимир Степанович (1872—1944) — русский генерал, герой Первой мировой войны, участник Белого движения.

    - Скобельцын, Владимир Владимирович (1863—1947) — физик, профессор, директор Петроградского политехнического института.
      - Скобельцын, Степан Владимирович (1886—1952) — инженер-дизелист.
        - Скобельцын, Борис Степанович (1921—1995) — советский архитектор, реставратор.

      - Скобельцын, Дмитрий Владимирович (1892—1990) — физик-экспериментатор, академик.

- Скобельцын, Павел Матвеевич (ум. 02.11.1799) — генерал.

- Скобельцын, Пётр Никифорович (1702—1762) — геодезист, участник Второй Камчатской экспедиции.

- Скобельцин, Николай Дмитриевич (1789—1852) — полковник, действительный статский советник, кавалер Российских и иностранных орденов, уездный предводитель дворянства.